# Grazer AK
A Grazer Athletik-Klub egy osztrák sport- és labdarúgóklub, melynek székhelye Grazban található. 1902-ben alapították. A labdarúgó mellett kosárlabda, műugró és tenisz szakosztálya is van. 
Legnagyobb riválisa a szintén grazi székhelyű Sturm Graz.

## Története
A klubot 1902. augusztus 18-án alapították. 1962–1983 között az európai kupasorzatokban több alkalommal is érdekelt volt. Első jelentős sikere az osztrák kupa megnyerése 1981-ben. A legsikeresebb időszakát a 2000-es évek elején élte. 2000-ben és 2002-ben kupagyőzelmet, 2004-ben bajnoki címet és kupagyőzelmet szerzett. Az UEFA-bajnokok ligája 2004–05-ös szezonjának selejtezőiben idegenben győzte le a Liverpoolt 1–0-ra.
A labdarúgócsapat a 2006–07-es idény végén kiesett az élvonalból és csak a harmadosztályban indult. 2012-ben csődbe ment.
2014-ben ismét megalakult a labdarúgócsapat Grazer AC néven és az amatőr bajnokságban szerepel.

## Sikerlista
- Osztrák bajnokság (1): 2003–04
- Osztrák bajnoki ezüstérmes (2): 2002–03, 2004–05
- Osztrák kupa (4): 1980–81, 1999–00, 2001–02, 2003–04
- Osztrák kupadöntős (2): 1961–62, 1967–68
- Osztrák szuperkupa (2): 2000, 2002
- Osztrák szuperkupadöntős (1): 2004

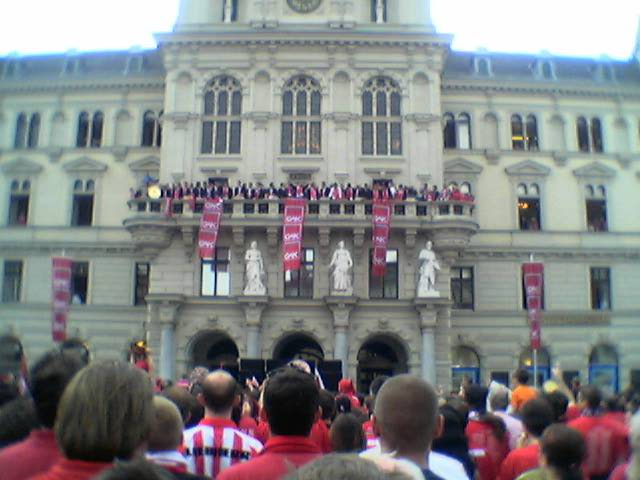
A GAK ünnepli a bajnoki címét 2004-ben a Hauptplatz-on Grazban.